# Kanton Saint-Étienne-de-Saint-Geoirs
Kanton Saint-Étienne-de-Saint-Geoirs (fr. Canton de Saint-Étienne-de-Saint-Geoirs) je francouzský kanton v departementu Isère v regionu Rhône-Alpes. Skládá se z 12 obcí.

## Obce kantonu
- Bressieux
- Brézins
- Brion
- La Forteresse
- La Frette
- Plan
- Saint-Étienne-de-Saint-Geoirs
- Saint-Geoirs
- Saint-Michel-de-Saint-Geoirs
- Saint-Pierre-de-Bressieux
- Saint-Siméon-de-Bressieux
- Sillans